# Кевон Ламберт
Кевон Ламберт (англ. Kevon Lambert, нар. 22 березня 1997, Сент-Джеймс) — ямайський футболіст, півзахисник клубу «Монтего-Бей Юнайтед» та національної збірної Ямайки.

## Клубна кар'єра
Ламберт почав займатися футболом у Вищій школі Гленмуїр, в 2012 році став чемпіоном молодіжного чемпіонату Ямайки. Навесні 2016 року Кевон був на перегляді в англійському «Вест Гем Юнайтед».
У вересні того ж року півзахисник уклав контракт з «Монтего-Бей Юнайтед», а в листопаді вже дебютував у чемпіонаті Ямайки.

## Виступи за збірну
У 2016 році Кевон брав участь у матчах відбіркового турніру до молодіжного Чемпіонату КОНКАКАФ. Проте до фінальної стадії Ямайка пробитись не зуміла.
У лютому 2017 року Ламберт був викликаний до складу збірної Ямайки для участі в товариському матчі зі збірною США, проте головний тренер не випустив його на поле. 16 лютого 2017 року дебютував в офіційних матчах у складі національної збірної Ямайки в товариській грі проти збірної Гондурасу (1:0). 
Влітку 2017 року Ламберт був включений в заявку команди для участі в Золотому кубку КОНКАКАФ у США.
Наразі провів у формі головної команди країни 6 матчів.

## Титули і досягнення
- Срібний призер Золотого кубка КОНКАКАФ: 2017